# Jozef Gönci
Jozef Gönci (ur. 18 marca 1974), słowacki strzelec sportowy. Dwukrotny medalista olimpijski.
Specjalizuje się w strzelaniu karabinowym. Brał udział w czterech igrzyskach (IO 96, IO 00, IO 04, IO 08), na dwóch zdobywał medale. W 1996 zajął trzecie miejsce w strzelaniu z karabinku małokalibrowego w pozycji leżącej (50 m), w 2004 ponownie zdobył brązowy medal, tym razem na dystansie 10 m (k. pneumatyczny). Stawał na podium mistrzostw świata, zarówno w konkurencjach indywidualnych jak i drużynowych. Był m.in. indywidualnym mistrzem (trzy pozycje, 50 m) i wicemistrzem globu w 1998 (k. pneumatyczny, 10 m).